# 힙셀로사우루스
힙셀로사우루스(Hypselosaurus)는 중생대 백악기 후기(약 7,000만년 전~6,500만년 전), 오늘날 유럽대륙에서 서식한 4족보행의 대형 초식공룡이다. '용반목'-'용각하목'-'티탄노사우루스과'에 속한다. 학명은 그리스어 "υψηλος (영어:high)와 "σαυρος(영어:lizard)"가 합쳐져 만들어진 것으로, "가장 높은 노마뱀(highest lizard)"이라는 의미를 갖고 있다. 힙셀로사우루스의 전체 몸 길이는 약 10m~12m, 체중은 10t가량 나갔을 것으로 추정된다. 목이 길고, 채찍과 유사한 모양의 꼬리를 갖고 있다. 알은 오늘날 타조의 것보다 2배가량 크다.